# Musée des traditions et de l'histoire de Biscarrosse
Le musée des traditions et de l'histoire se situe sur la commune de Biscarrosse, dans le département français des Landes.

## Présentation
Le musée offre un panorama du patrimoine traditionnel landais et plus spécifiquement de celui du pays de Born, et propose aux visiteurs une balade en barque pour découvrir les marais.
Il propose une approche libre ou commentée de l'histoire de la commune, de la culture locale, des paysages et de la manière dont l'homme a façonné son environnement. Il explique la formation des dunes, des lacs cachant dans leurs eaux des sites archéologiques, l'exploitation de la forêt des Landes, le gemmage et l'exploitation de la résine ainsi que toutes les activités rurales et artisanales. Il permet enfin de consulter des documents d'archives.